# Gonomyia wygodzinskyi
Gonomyia wygodzinskyi är en tvåvingeart som beskrevs av Alexander 1962. Gonomyia wygodzinskyi ingår i släktet Gonomyia och familjen småharkrankar. Inga underarter finns listade i Catalogue of Life.